# Peace Dividend Trust
Vous pouvez aider à l'améliorer ou bien discuter des problèmes sur sa page de discussion.
- Son admissibilité est à vérifier. Vous êtes invité à le compléter pour expliciter son admissibilité, en y apportant des sources secondaires de qualité. (Marqué depuis mai 2025)
- Son contenu est rédigé entièrement ou presque à partir d'une seule source. N'hésitez pas à modifier cet article pour améliorer sa vérifiabilité en apportant de nouvelles références dans des notes de bas de page. (Marqué depuis mai 2025)
- Son texte doit être wikifié : il ne correspond pas à la mise en forme Wikipédia (style, typographie, liens internes, liens entre les wikis, etc.). (Marqué depuis mai 2025)
- Il est orphelin : moins de trois articles lui sont liés. Aidez à ajouter des liens en plaçant le code [[Peace Dividend Trust]] dans les articles relatifs au sujet. (Marqué depuis mai 2025)

- Archive Wikiwix
- Bing
- Cairn
- DuckDuckGo
- E. Universalis
- Gallica
- Google
- G. Books
- G. News
- G. Scholar
- Persée
- Qwant
- (zh) Baidu
- (ru) Yandex
- (wd) trouver des œuvres sur Wikidata

Peace Dividend Trust (PDT) est une organisation à but non lucratif née de l’idée qu'une gestion plus efficace et plus équitable des interventions internationales dans l’après-guerre débouche sur des missions moins coûteuses, plus rapides et d’autant plus réussies, produit une paix plus solide et un rétablissement plus durable. PDT a été fondé en 2004, et dès ce temps l’organisation a mis en œuvre des projets dans plus d’une douzaine de pays, incluant le Kosovo, Sierra Leone, Afghanistan, Haïti, le Liberia, Timor oriental, la République démocratique du Congo, les Îles Salomon, et en Côte d’Ivoire.
En 2010, Peace Dividend Trust a lancé Haïti Business Marketplace